# Хуань-цзун
Хуань-цзун (кит. упр. 桓宗, пиньинь Huanzong) (1177—1206), имя при жизни Ли Чунью (кит. упр. 李純佑, пиньинь Lǐ Chunyou) — шестой император тангутского государства Западное Ся в 1193—1206 годах.
Хуань-цзун был сыном императора Жэнь-цзуна. Он получил власть в 1193 году и пытался продолжать политику отца, но из-за коррупции и внешних угроз упадок Западного Ся становился всё более заметным. Монголы, объединившиеся под властью Чингисхана, начали совершать набеги на тангутов. В 1205 году они предприняли масштабное вторжение, разграбив ряд городов. В 1206 году двоюродный брат императора Ли Аньцюань захватил власть. Хуань-цзун вскоре умер.
Хуань-цзун стал персонажем исторического романа Исая Калашникова «Жестокий век» (1978).